# Jacinto Espinoza
Jacinto Alberto Espinoza Castillo (ur. 24 listopada 1969 w Bahía de Caráquez) – ekwadorski piłkarz występujący na pozycji bramkarza.

## Kariera klubowa
Espinoza karierę rozpoczynał w 1988 roku w zespole Eugenio Espejo FC. Następnie grał w CD Filanbanco, a także w Váldez SC, z którym w 1991 roku wywalczył mistrzostwo Ekwadoru. W 1992 roku odszedł do Emeleku, a w 1993 roku przeniósł się do peruwiańskiej Alianzy Lima. Jednak jeszcze w tym samym roku wrócił do Ekwadoru, gdzie został graczem klubu Delfín SC. Występował tam do końca sezonu 1993.
W 1994 roku Espinoza ponownie trafił do Emeleku. W tym samym roku zdobył z nim mistrzostwo Ekwadoru. Graczem Emeleku był przez 3 sezony. W 1997 roku przeszedł do LDU Quito. W 1998 roku, a także rok później wywalczył z nim mistrzostwo Ekwadoru. W LDU występował przez 4 sezony. Następnie grał w Espoli oraz w Manta FC, a w 2002 roku wrócił do LDU. W 2003 roku zdobył z nim mistrzostwo Ekwadoru, a w 2005 roku mistrzostwo fazy Apertura Serie A de Ecuador.
W 2006 roku Espinoza przeniósł się do drużyny Macará. Potem grał jeszcze w Deportivo Azogues, Espoli, UT Cotopaxi oraz CSCD León Carr, gdzie w 2011 roku zakończył karierę.

## Kariera reprezentacyjna
W reprezentacji Ekwadoru Espinoza zadebiutował w 1992 roku. W 1993 roku znalazł się w drużynie na turniej Copa América, zakończony przez Ekwador na 4. miejscu. W 1995 roku ponownie wziął udział w Copa América. Tym razem Ekwador zakończył rozgrywki na fazie grupowej, a sam Espinoza nie wystąpił w żadnym z trzech meczów.
W 2004 roku Espinoza po raz trzeci został powołany do kadry na Copa América. Zagrał na nim tylko w meczu z Meksykiem (1:2), a Ekwador odpadł z turnieju po fazie grupowej.
W latach 1992–2004 w drużynie narodowej Espinoza rozegrał łącznie 38 spotkań.